# Buck-Tick
BUCK-TICK es un grupo de rock japonés. Desde 1985, el grupo ha estado formado por Atsushi Sakurai (voz principal desde 1985 hasta su fallecimiento en 2023), Hisashi Imai (guitarra), Hidehiko Hoshino (guitarra), Yutaka Higuchi (bajo) y Toll Yagami (batería).
Los cinco miembros del grupo también han trabajado en proyectos individuales y colaborado con muchos otros artistas famosos, tanto japoneses como extranjeros, entre los cuales están Maki Fujii (Soft Ballet), Issay (Der Zibet), Kiyoshi (Media Youth, Spread Beaver), Masami Tsuchiya (Ippu-Do), Raymond Watts (PIG), Sascha Konietzko (KMFDM), Clan of Xymox, Robin Guthrie (Cocteau Twins) y Kelli Ali (Sneaker Pimps).
La música de BUCK-TICK ha cambiado y evolucionado enormemente a lo largo de su carrera. Además de haber experimentado con distintos géneros musicales diferentes, incluyendo el punk, "dark wave", música electrónica, industrial y gótica así como el rock más puro.

## Miembros
- Hisashi Imai (今井寿) – Guitarra líder, efectos, segunda voz y coros
- Hidehiko Hoshino (星野英彦) – Guitarra rítmica, teclado y coros
- Yutaka Higuchi (樋口豊) – Bajo
- Toll Yagami (ヤガミトール) – Batería y percusión

Aunque tienen apellidos diferentes, Toll y Yutaka son hermanos.

## Miembros antiguos
- Araki (voz)
- Atsushi Sakurai (樱井敦司) – Voz (Fallecido en 2023)

## Historia

### Formación (1983–1985)
BUCK-TICK fue formado originalmente en 1983 bajo el nombre de Hinan Go-Go. Los cinco miembros de la banda vivían en un pueblo llamado Fujioka, en la prefectura de Gunma. Hisashi Imai tuvo la idea original de la banda, quería formarla a pesar de no tener conocimientos musicales, y no tocar ningún instrumento. Reclutando a su amigo, Yutaka Higuchi, empezaron a practicar - Imai en la guitarra, Higuchi en el bajo. Después, Higuchi le pidió a Hidehiko Hoshino, que había sido su amigo desde secundaria, si le gustaría unirse a la banda. Como Hoshino era un tipo alto y bien parecido, Higuchi trato de convencerlo para que tomara el puesto de vocalista, sin embargo Hoshino estaba más interesado en la guitarra, y no le gustaba ser el centro de atención, así que el amigo de Imai, Araki se convirtió en el vocalista en su lugar. Atsushi Sakurai, un chico solitario y rebelde que estaba en la misma clase que Imai fue invitado para ser el baterista.
Imai nombró a la banda Hinan Go-Go (Hinan significa "critica" en japonés) en la primavera de 1983. Una vez que habían practicado lo suficiente y eran capaces de tocar, empezaron a presentarse en vivo en pequeños eventos locales. Al principio solo tocaban covers de la famosa banda de Punk Japonés "The Stalin". Desde el principio fueron muy cuidadosos con su imagen y trataron de distinguirse de la multitud. Tocaban vistiendo trajes, con el cabello hacia arriba y poco tiempo después añadieron el maquillaje facial también.
Cuando Imai se graduó de la preparatoria se mudó a Tokio junto a Araki y se enlistaron en la escuela de diseño. Cuando Higuchi y Hoshino se graduaron, un año más tarde, siguieron los mismos pasos y se mudaron a Tokio, Higuchi a la escuela de negocios y Hoshino a la escuela de gastronomía. Aun así, volvían a casa cada fin de semana para practicar y dar pequeños conciertos. Durante el verano de 1984 la banda cambió su nombre a BUCK-TICK, forma creativa para pronunciar "bakuchiku", que es la palabra japonesa para "petardo". En esta fecha también iniciaron a tocar canciones originales, escritas en su mayoría por Imai.
Los padres de Sakurai no lo dejaron mudarse a Tokio, así que él fue el único que permaneció solo en Gunma, esto fue muy deprimente para él. Pasaba todo su tiempo solo y en ocasiones se ponía a beber demasiado alcohol y se comportaba de manera "rebelde e inmadura", pero aparte y como pasatiempo asistía a conciertos regularmente y veía bandas en vivo en la TV. En ese momento decidió que estaba cansado de ser baterista, y quería tomar el puesto de vocalista. Para esto, el hermano de U-ta, Toll Yagami, también estaba en una banda (SP) y cuando esta había perdido a su vocalista, Sakurai pidió a Yagami que le dejara tomar el puesto. Yagami declino educadamente su oferta y deshizo la banda.
Al mismo tiempo, el resto de BUCK-TICK se sentían frustrados con Araki. Las habilidades de compositor de Imai habían mejorado, sin embargo Araki se volvió incapaz de cantar las melodías que se le pedían. Aunque fue algo doloroso para ellos, la banda decidió despedir a Araki y este mismo estuvo de acuerdo en la decisión, y ahora Sakurai aprovecha y los convence de dejarle tomar su puesto, a lo que ellos pensaron que como Sakurai era alto y bien parecido, además de tener cierto carisma, podría funcionar y fue aceptada su propuesta. Sin embargo, ahora a BUCK-TICK le hacía falta un baterista, aunque el puesto fue pronto cubierto por Yagami, U-ta, su hermano, lo convenció de que la única manera de que superara la pérdida de su banda era unirse a BUCK-TICK. Esta se volvió en la última alineación de la banda, y no ha cambiado desde entonces.

### Período Independiente (1985–1987)
Tras el cambio en la alineación, BUCK-TICK se hizo cada vez más en serio la música. Cuando el padre de Sakurai murió, él al poco tiempo también se trasladó a Tokio después de que su madre le dijo que hiciera lo que él realmente quería hacer. Los cinco miembros trabajaban durante el día y practicada y tocaban por la noche. Luego, en julio de 1986, atrajeron la atención de Sawaki Kazuo, jefe de Taiyou Records, un sello independiente. Él había visto a la banda tocar en un concierto en directo llamado Attic Shinjuku, y había sido muy impresionado. Él decía tener poderes de clarividencia y dijo que la banda tendría éxito en un año. La banda firmó con Taiyou Records inmediatamente y lanzaron su primer sencillo, "TO-SEARCH" el 21 de octubre del mismo año.
Con la ayuda de Sawaki comenzaron a promocionarse de forma muy activa. Ellos tocaron en el circuito livehouse en Tokio y el 1 de abril de 1987 lanzaron su primer álbum, "HURRY UP MODE". En conjunción con el lanzamiento, tocaron en el Toyoto Public Hall de una capacidad de 1.200 personas en Ikebukuro, un concierto llamado "BUCK-TICK Phenomenon". Todos en la escena musical local creían que el pasillo era demasiado grande para la banda y que el concierto estaría condenada al fracaso, pero BUCK-TICK utilizó una estrategia de publicidad muy inteligente: se pegaron miles de anuncios "capta miradas" en blanco y negro por todos los distritos juveniles de Tokio, donde el cartel simplemente "BUCK-TICK Phenomenon el 1º de abril en Toyoto Public Hall". Sus funcionarios fueron detenidos por casi desfiguración de la propiedad pública, pero funcionó la estrategia. BUCK-TICK vendido más de la mitad de las entradas para el concierto, fue un gran logro. Ellos fueron un éxito inmediato, y los principales sellos discográficos empezaron a competir por la oportunidad de firmar con ellos.

### Gran Debut (1987–1988)
El 1 de abril, la banda lanza el álbum "HURRY UP MODE" bajo el sello Taiyo Records, y fue el primer CD japonés lanzado en CD. Tiempo después, un gran número de las principales discográficas compitió con vehemencia por el honor de firmar un contrato con BUCK-TICK. Sin embargo, BUCK-TICK inicialmente fue insensible a sus ofertas. Querían seguir manejando la banda en sus propios términos, y se negaron a firmar a menos que el sello estuviera de acuerdo a sus cuatro condiciones: en primer lugar, que la banda sería capaz de tomar todas sus propias decisiones sobre su cabello, maquillaje, ropa e imagen general, en segundo lugar, que nunca se verían obligados a cambiar la alineación de la banda, en tercer lugar, que nunca se verían obligados a utilizar los músicos de estudio, y por último, que serían capaz de hacer todo su trabajo de producción ellos mismos. La Mayoría de las empresas se negaron a considerar la idea de aceptar tan elevadas exigencias de un grupo tan joven e inexperto, pero la fascinación de Takagaki Ken de Victor Records por BUCK-TICK, era tal que estaba dispuesto a dejarles hacer lo que quisieran. Incluso se les ofreció estudio de Víctor Aoyama como un lugar para ensayar.
El 16 de junio de 1987, BUCK-TICK realizó un espectáculo llamado "BUCK-TICK Phenomenon II" en el Inn en vivo en Shibuya, para despedirse de sus días de indie. El pequeño local estaba repleto de gente y la multitud estaba tan emocionada que el concierto tuvo que ser interrumpido varias veces para que el personal del local pudiera tratar de conseguir que los aficionados se calmaran. Posteriormente, un video del concierto llamado "BUCK-TICK en el Inn Live" fue lanzado, alcanzando el número 4 en los charts de vídeos musicales de Japón.
El 3 de septiembre, BUCK-TICK abrió su oficina administrativa de personal, al que llamaron Shaking Hands Inc, en honor a todas las conexiones musicales que esperaban hacer en el futuro. Poco después, se embarcaron en su primera gira nacional, lanzaron su primer álbum de estudio con una discográfica reconocida, "SexualXXXXX!" el 21 de noviembre, y subió al puesto #33 en las listas Oricon, lo cual era algo inesperado para un álbum de debut. Las entradas de su última parada de la gira, Tokio, en el Japan Youth Hall, se agotaron en dos días.

### Período Taboo (1988–1989)
En septiembre de 1988, BUCK-TICK fue a Londres para grabar su cuarto álbum, "TABOO". Incluso hizo un concierto allí, en el club de música de Greyhound, y entre los asistentes había miembros de la banda Der Zibet, que también fueron de grabación a Londres en ese tiempo. Los miembros de BUCK-TICK amaron Londres, sobre todo Sakurai, quien considera que era un lugar más acogedor para la música oscura y seria. En efecto, con "TABOO", la banda tomó un rumbo más oscuro, y un sonido más serio. Tuvo una gran cantidad de buenas críticas por parte de sus seguidores en la escena musical japonesa, los cuales los tenían como poco más que ídolos.
Luego, la canción "Just One More Kiss", que apareció en "TABOO" se convirtió en el primer gran éxito de BUCK-TICK. La banda hizo su primera aparición en televisión en vivo en el programa de música popular "Music Station". La canción también fue usada en una serie de comerciales de televisión en el que la banda apareció publicitando CDian Víctor Stereo, con el lema "El Super Bajo será Petardo". Este fue un juego de palabras con el nombre de BUCK-TICK, que significa "petardo". Al final del año, BUCK-TICK ganó el "Novato del Año" en los Japan Record Awards.

### Hiato musical y "Aku no Hana" (1989–1990)
En marzo de 1989, la banda comenzó su gira "TABOO". En este punto se habían dejado de poner su cabello hacia arriba, y Sakurai comenzó a teñirlo de negro. El viaje fue programado para ejecutarse hasta mayo, pero fue cancelado abruptamente cuando Imai fue arrestado por posesión de LSD. El incidente fue cubierto en los periódicos y tabloides de la época, pero desde entonces, la banda se ha mantenido muy tranquila. La información es difícil de encontrar, pero parece que Imai fue condenado a 6 meses de cárcel, pero solo estuvo un mes. BUCK-TICK se tomó un descanso mientras Imai estaba en la cárcel. Él tuvo que comparecer en una audiencia en la corte, a la que asistieron cientos de aficionados interesados y fue cubierto por la televisión.
Los aficionados y periodistas por igual se preguntaron si la detención de Imai significaba el final de BUCK-TICK, pero en el otoño del 1989, finalmente y para alegría de muchos la banda regresó al estudio y grabó su quinto álbum, "Aku no Hana", tomado del libro "Les Fleurs du Mal" de Baudelaire (favorito de Sakurai), porque el álbum trata con temas similares. Con "Aku no Hana", BUCK-TICK fue mucho más lejos en la imagen oscura y gótica que habían comenzado a explorar en "TABOO" y que más tarde se convertiría en su marca. "Aku no Hana" sigue siendo su best-seller hasta ahora registrado.
Antes del lanzamiento del álbum, dieron un gran concierto en el Tokyo Dome el 29 de diciembre delante de 50.000 personas, para celebrar su regreso después del incidente de Imai. Fue el mayor concierto que la banda había dado, y que los catapultó al estatus de leyenda. Desde entonces, se ha vuelto costumbre que la banda ofrezca un gran concierto casi todos los años a finales de diciembre, por lo general en el Nippon Budokan. Desde 2001, estos concierto llevan por nombre "The Day in Question" y algunos han sido transmitidos en vivo por televisión.

### "Kurutta Taiyou" y madurez musical (1990–1995)
En 1990, la banda se fue de gira nuevamente, y durante el verano lanzó un álbum llamado "Symphonic BUCK-TICK en Berlín", con versiones orquestales de algunas de sus canciones interpretadas por Berlin Chamber Orchestra. En el otoño, volvieron al estudio para trabajar en su sexto álbum, "Kurutta Taiyou". Pasaron mucho más tiempo trabajando en este álbum que cualquiera de sus anteriores, y la diferencia fue notable. El sonido era mucho más profundo y sofisticado, y utiliza muchos más efectos de producción de lo que nunca antes.
Fue en este punto que la dirección de la banda comenzó a cambiar sutilmente, como Sakurai comenzó a escribir casi todas las letras, y ejercer su influencia más creativos. La madre de Sakurai, se enferma y fallece tiempo después y debido a la gira de ese entonces, no pudo visitarla entonces. En las entrevistas, Sakurai dijo que el dolor que sentía de estos acontecimientos influyó fuertemente en sus letras, y que fue cuando empezó a escribir sobre emociones reales, en lugar de lo que él pensaba que era genial. Posteriormente, cambió el primer kanji de su apellido, "桜" ("Sakura"), y lo cambió a "樱" ("Sakurai"), y desde entonces ha dado un sentido constante de profundidad melancólica y psicológica a las letras de la banda. Una año más tarde, Sakurai se casó con la estilista de la banda, Sayuri Watanabe con la que tuvo un hijo, pero dos años más tarde se divorciaron (la banda más tarde consiguió un nuevo estilista, el Sr. Takayuki Tanizaki, que sigue trabajando para ellos). 
"Kurutta Taiyou" fue lanzado el 21 de febrero de 1991. El 24 de febrero, la banda realizó un concierto único denominado "Satellite Circuit", que fue grabado en un estudio sin público y luego se emitió en televisión y en salas de conciertos especiales en todo el país.
En 1992, BUCK-TICK lanzó su primer álbum recopilación, titulado "Koroshi no Shirabe This is NOT Greatest Hits". Como el título sugiere, no era un típico "best-of" álbum. En cambio, la banda había pasado muchas horas en el estudio de regrabación, y en algunos casos cambiaron radicalmente canciones que ya había lanzado. Una gira siguiendo el álbum, culminó en un evento de dos días en vivo llamado "Climax Together", que tuvo lugar en el Yokohama Arena el 10 y 11 de septiembre. El acontecimiento había sido elaborado específicamente para ser filmado, y un gran cuidado se han tomado con la iluminación y el diseño para un efecto más dramático, el escenario fue preparado a lo largo de la parte larga de la sala y oscurecida por una malla gigantesca que caía parcialmente a lo largo del set.
El 21 de mayo de 1993, BUCK-TICK lanzó el sencillo "Dress", que se convirtió en una de sus más conocidas y mejores canciones de amor, y fue relanzado en 2005 y usado como tema de apertura de la serie de anime "Trinity Blood". Poco después, el 23 de junio, BUCK-TICK lanzó su séptimo álbum de estudio, "darker than darkness -style 93-", un álbum conceptual enfocándose en la muerte. El álbum confundió a los fanes porque después de la última pista grabada (pista 10), el CD salta y elige la pista 75, que comienza con extraños zumbidos y lentamente se convierte en una canción, "D.T.D". Esta técnica fue poco frecuente en Japón en esa época, y al parecer algunos fanes trataron de regresar sus CDs a las tiendas, alegando que estaban rotos. En este álbum, la banda también comenzó a experimentar con diferentes instrumentos, Hoshino tocaba los teclados, y durante los espectáculos en vivo, Sakurai tocaba el saxofón. Ambos, Sakurai y Hoshino tocaron estos instrumentos en el siguiente álbum de la banda, "Six/Nine".
Lanzado el 15 de mayo de 1995, "Six/Nine" fue aún más psicológico, un álbum aún más conceptual de lo que "darker than darkness -style 93-" había sido. Antes del lanzamiento del álbum, la banda tuvo otra serie de conciertos en video, con videos musicales igualmente conceptuales para cada canción, dirigidos por Wataru Hayashi. Una de las canciones, "Itoshi no Rock Star", tuvo participación de Issay (Der Zibet) en los coros. Issay también apareció con la banda en el tour.

### Cambio de discográfica y años "Cyberpunk" (1996–2003)
En 1996, BUCK-TICK salió de Shaking Hands Inc, y comenzó su propia empresa de gestión, Banker Ltd, de la que Yagami es presidente, y comenzó su nuevo Fan Club, Fish Tank. El 21 de junio, lanzaron su noveno álbum, "Cosmos", que ofreció un sonido más brillante de lo habitual para la banda y también marcó su primera incursión en la electrónica, cyberpunk, influyó en la música en canciones como "Living on the Net". Por desgracia, las presentaciones del resto de la gira en promoción al álbum tuvieron que ser canceladas. Por causa de que Sakurai mientras estaba en Nepal, haciendo una sesión de fotos para la banda, cayó gravemente enfermo con Peritonitis. Cuando le dijeron la gravedad de su estado, él pidió volver a Tokio a fin de que si moría, podía morir en casa, pero una vez de vuelta en Japón, se sintió tan aliviado que fue capaz de recuperarse.
En diciembre de 1997, lanzaron su décimo álbum de estudio, "Sexy Stream Liner", que marca la maduración de su nuevo estilo cyberpunk, que surgió en su imagen visual como bien, con "tatuajes" deportivos de la banda y aparatos electrónicos en sus trajes. Imai, comenzó a incorporar el uso del Theremín en shows en vivo, e incluso en sus grabaciones, comenzando con la canción "My Fuckin’ Valentine"
El 13 de mayo de 1998, BUCK-TICK lanzó el sencillo "Gessekai", que fue utilizado como opening en el anime Nightwalker: The Midnight Detective. Poco después, en la ola del boom del anime, la música japonesa comenzó a ganar popularidad en el Internet occidental, y "Gessekai" fue la canción que hizo fanes de BUCK-TICK a muchos extranjeros.
En 1998, y continuando en 1999, los miembros de BUCK-TICK, comenzaron a hacer colaboraciones con otros artista.
En 2000, BUCK-TICK cambió el sello por segunda vez, dejando Mercury por BMG Funhouse. Su popularidad ha ido creciendo en el extranjero, especialmente en Corea, y la banda se fue a Corea por primera vez. Fueron recibidos con entusiasmo por sus fanes en el aeropuerto, e hicieron una entrevista formal, pero no tocaron en vivo. Más tarde, en 2001, vuelven a Corea para el Festival de Rock Soyo, en Seúl.
El 20 de septiembre de 2000, BUCK-TICK lanza "One Life, One Death", su primer álbum de estudio en casi tres años, y desempeñó un tour para promocionar el álbum. Además de esto, Sakurai e Imai se involucran en un supergrupo llamado Schwein, con Raymond Watts y Sascha Konietzko, y lanzan dos álbumes y una gira por Japón en agosto del 2001.
El 6 de marzo de 2002, BUCK-TICK lanzó su duodécimo álbum de estudio, "Kyokutou I Love You", que inicialmente estaba programado para ser lanzado como un álbum doble con "Mona Lisa OVERDRIVE". Finalmente los dos fueron lanzados por separado, "Mona Lisa OVERDRIVE" salió el año siguiente, en febrero. Sin embargo, musicalmente, los dos álbumes se alimentan entre sí en un bucle continuo. La última pista "Kyokutou I Love You" es un instrumental que se convierte en la capa de fondo musical de la primera canción del "Mona Lisa OVERDRIVE". Del mismo modo, la última pista del "Mona Lisa OVERDRIVE" contiene muestras de la primera canción del "Kyokutou I Love You". El título del álbum "Mona Lisa OVERDRIVE" es una referencia evidente a la novela cyberpunk de William Gibson del mismo nombre, "Mona Lisa OVERDRIVE".

### Proyectos solistas y años góticos (2004–2005)
En 2004, BUCK-TICK suspendió gran parte de sus actividades para que los miembros de la banda pudieran trabajar en distintos proyectos musicales. El único miembro del grupo que no lanzó música durante ese tiempo fue Hoshino, que pasó a formar la banda dropz en 2006. Los de BUCK-TICK tocaron en algunos conciertos juntos, aunque, entre ellos dos grandes conciertos en Yokohama Arena que fueron una repetición de su "Climax Together" muestra 12 años antes. El 2004 se muestra apropiadamente llamado "Diablo y Freud-Climax Together".
El 6 de abril de 2005 se hizo el lanzamiento de "13kai wa Gekkou", que fue el decimocuarto álbum estudio de la banda. El concepto de este álbum fue inspirado por el trabajo de Sakurai en solitario, con el cortometraje "LONGINUS", que se enfocó en la idea de lo "gótico" y más con la imagen residual gótica que BUCK-TICK ha cultivado por años, era una desviación significativa de cualquiera de sus trabajos anteriores. Se tuvo un especial cuidado con los decorados y el vestuario para la gira. Los shows en vivo eran muy dramáticos, y la banda incluso contrató a un payaso, Gaetano Totarou, y una bailarina, Becky Janik, para actuar con ellos en algunos de los espectáculos. 
El 21 de diciembre, el álbum tributo "Parade -Respective Tracks Of BUCK-TICK" fue lanzado, y contiene versiones de sus propias canciones realizadas por 13 artistas diferentes, entre ellos Kiyoharu, J, Abingdon Boys School y Rally (compuesto por miembros de Glay, Thee Michelle Gun Elephant y The Mad Capsule Markets).

### 20.º Aniversario (2006–2007)
En 2006, BUCK-TICK se prepara para celebrar su 20 aniversario desde su debut como banda major (1987), también lanzaron un sencillo, "Kagerou", que fue utilizado como ending en el anime "xxxHolic".
En 2007, lanzaron el sencillo "Rendezvous", y se embarcó en una gira que celebraba su aniversario y el álbum tributo. La visita tuvo un formato único: en cada presentación, un artista diferente del disco tributo actuaría con BUCK-TICK. La gira culminó con un festival gigante llamado "BUCK-TICK Fest 2007 On Parade", que se celebró el 8 de septiembre en Minato Mirai, en el puerto de Yokohama. Duró todo el día y participaron todos los 13 artistas del álbum tributo. Cada uno de los artistas invitados y BUCK-TICK tocaron en conjunto, y como fin de fiesta, hubo un espectáculo de fuegos artificiales sobre la bahía.

### Años de "Straight rock" (2007–2011)
Poco después, el 19 de septiembre, BUCK-TICK lanzó su decimoquinto álbum de estudio, "Tenshi no Revolver." Aunque continuaron con elementos góticos, ellos descartaron el uso de sintetizadores de este álbum, el que concepto por el cual fue el de "sonido de banda". Luego realizaron una gira nacional de largo para promocionar el álbum, que duró hasta diciembre. También en diciembre, la empresa de telefonía celular japonés SoftBank lanza una edición especial de teléfonos móviles de BUCK-TICK, que habían sido diseñados por los miembros de la banda.
A finales de 2008, BMG Japón fue comprada por Sony Music Entertainment Japan y operó todavía independientemente como BMG hasta principios de 2009 cuando una reorganización de la compañía BMG pliega completamente a Sony. Por lo tanto causó que la banda se convirtiera oficialmente en un artista de Sony Music Entertainment Japan, firmó con la filial Ariola Japan.
La banda lanzó su siguiente álbum, titulado "Memento Mori", el 18 de febrero de 2009. Según Sakurai, este álbum siguió explorando la idea de "Rock puro". Después del lanzamiento del álbum, realizaron una extensa gira de conciertos que abarcaría tres meses. Los conciertos finales se celebraron en el NHK Hall de Tokio.
El 13 de octubre de 2010 BUCK-TICK lanza su nuevo álbum Razzle Dazzle, conformada por 15 pistas, con un nuevo aire y una nueva manera de representar sus creaciones en música, con ritmos nuevos, dance-rock y ritmos de sus anteriores trabajos. Incluida en este álbum el sencillo "Dokudanjou Beauty" y "kuchizuke" el cual fue utilizado como opening del anime Shiki, este álbum también incluye el tema "gekka reijin" que es utilizado como segundo ending de la misma serie, la cubierta de este álbum fue producido por el artista gráfico Aquirax Uno.
DuelJewel hizo la versión de la canción "JUPITER" para el álbum recopilatorio "Crush! -90's V-Rock Best Hit Cover Songs", un álbum que recopila los mejores Hits de las bandas Visual kei de los 90, en un volumen 2, ahora es la canción "Speed" interpretada por 9Goats Black Out.

### 25º Aniversario y "Lingua Sounda" (2012–presente)
Para celebrar su 25 aniversario, BUCK-TICK abrió un sitio web especial donde se anunció la creación de su propio sello discográfico, Lingua Sounda, y que sus primeros lanzamientos serán un nuevo sencillo en la primavera y un álbum en el verano. Lanzaron dos boxsets separados en marzo de 2012, uno contiene trabajo de 1987 hasta 1999 y el otro del 2000 al 2010, titulados "Catalogue Victor→Mercury 87–99" y "Catalogue Ariola 00–10" respectivamente. El sencillo "Elise no Tame ni" fue lanzado el 23 de mayo, el mismo día, el DVD del "Day in Question 2011" también sale a la venta. La banda también tocaría el tema central de la obra Tenshu Monogatari. Su siguiente sencillo, "Miss Take ~Boku wa Miss Take~", fue lanzado el 4 de julio. Los fanes que ordenaron "Miss Take ~Boku wa Miss Take~" y "Elise no Tame ni" tuvieron la oportunidad de ganar boletos para participar en el rodaje del PV para la nueva canción "Climax Together".
Un segundo álbum tributo sale a la venta el 7 de julio, titulado "Parade II -Respective Tracks Of BUCK-TICK", este traería nuevamente 13 diferentes artistas, incluyendo a acid android, Polysics y Acid Black Cherry.
La banda lanza su primer álbum de estudio de Lingua Sounda, Yume Miru Uchuu, el 19 de septiembre, y luego realizarían el "BUCK-TICK Fest 2012 On Parade" el 22 y 23 de septiembre, que incluía a las bandas participantes en el segundo álbum tributo, como D'ERLANGER, MUCC, MERRY, Pay money To my Pain, The Lowbrows y otros más.
Recientemente, Victor Entertainment lanzó una nueva edición en DVD y Blue-Ray del "BUCK-TICK at THE LIVE INN", "sabbat" y del "Climax Together" con ediciones reeditadas y con escenas in-editas, en un Boxset llamado "BT LIVE PRODUCT" lanzado el 26 de diciembre.
Para seguir y finalizar la celebración del 25 aniversario, BUCK-TICK lanzó el 22 de enero la película de BUCK-TICK llamada "Gekijouban BUCK-TICK ~Bakuchiku Genshou~" junto al nuevo sencillo "LOVE PARADE/STEPPERS -PARADE-", ambas canciones son utilizadas en la película.

## Estilo musical
La música de BUCK-TICK ha cambiado y evolucionado enormemente a lo largo de su carrera. Ellos llamaron a su primer trabajo "punk positivo". Suelen usar, aún ahora, ritmos y acordes sencillos, con las letras en mayoría de veces en tonos mayores y con algunas palabras en inglés. A partir de 1988 "TABOO", experimentaron con un sonido más oscuro, que se hizo más maduro con "Kurutta Taiyou". "darker than darkness -style 93-" adentró en un sonido rock electrónico más duro que siguió todo el camino hasta "Mona Lisa OVERDRIVE" en 2003. Más recientemente, con "13kai wa Gekkou" han adoptado deliberadamente una concepto "gótico", algo que llevaban desde hace mucho a partir de "Aku no Hana", luego, este es combinado con un sonido de rock retro en los álbumes "Tenshi no Revolver" (2007) y "Memento Mori" (2009). Ahora, el "RAZZLE DAZZLE" del 2010, incorpora mucho el dance-rock, y el actual "Yume Miru Uchuu", lleva un tanto de todo, dance-rock, rock retro, rock electrónico.
Algunos de los elementos que persisten durante toda su música es rotundo, tintineo de acordes de guitarra, palpitantes, líneas de bajo prominentes, ruidos fuertes de distorsión electrónica y melodías ambivalentes que vagan entre las tonalidades mayores y menores, así como la distintiva voz barítono de Sakurai. Sakurai es famoso por la decadencia erótica de sus letras (que son ahora predominantemente en japonés), pero también a menudo aborda temas existenciales psicológicos. Imai ha escrito muchas canciones que se leen como relatos de ciencia ficción, con la participación de la ingeniería genética y los hackers informáticos, pero más recientemente se ha diversificado en simples canciones de amor.

## Influencias
BUCK-TICK está más fuertemente influenciada por el rock occidental, sobre todo post-punk británico de la década de los 70 y 80, a pesar de que citan unas pocas influencias japonés. Las influencias que los miembros del grupo colectivamente el nombre de la mayoría de las veces son Love and Rockets, Robert Smith, y Bauhaus (la banda admitió ir juntos a ver a Peter Murphy en vivo.) También se mencionan los Sex Pistols y XTC. Imai fue especialmente influenciado por Love and Rockets, y esto es muy evidente en el álbum "Kurutta Taiyou." Él también fue influenciado por Yellow Magic Orchestra, Kraftwerk, Ultra Vox y el new wave y otros actos electrónicos, y la banda japonesa The Stalin. Sakurai fue enormemente influido por David Bowie, que incluso desempeñó un cover de la canción "Space Oddity" en su Live Solo en 2004. También está influenciado por actos gótico y post-punk como The Sisters of Mercy, Siouxsie and the Banshees, Clan of Xymox, y los artistas japoneses Der Zibet y Masami Tsuchiya. Él dice que ama la música "oscura" en general. Hoshino y Yagami aman a The Beatles. Yagami es también un fan de Led Zeppelin y de actos de punk/metal clásico como Kiss o The Clash.
En este punto, BUCK-TICK han influido en muchas bandas, así como ellos lo fueron. Kiyoharu (antes de Kuroyume y SADS) entrevistó a Sakurai dos veces en su programa de radio personal en relación con el festival del aniversario de BUCK-TICK, y declaró que Sakurai es muy sexy y una persona maravillosa. Takanori Nishikawa (T.M.Revolution, Abingdon Boys School) es otro gran fan de BUCK-TICK, y entrevistó a toda la banda en el programa televisivo Pop Jam. Otros artistas son: Tatsurou (MUCC), Yuu (Merry), AIE (Deadman), Lay (Fatima), y Tsuyoshi (Karimero), estos incluso formaron una BUCK-TICK banda de covers llamada Bluck-Tlick. Kyo, vocalista de Dir en Grey, también ha mencionado que fue inspirado para convertirse en una estrella de rock cuando vio una imagen de Atsushi Sakurai en el escritorio de un compañero de la escuela secundaria. También Kazushi, exvocalista de la banda ROUAGE, quién ha sido influenciado fuertemente por Atsushi Sakurai.

## Proyectos Solistas

### Atsushi Sakurai
Atsushi Sakurai es el único miembro que ha actuado como artista en solitario bajo su propio nombre. En 2004, varios artistas produjeron la música de su primer y único álbum en solitario, "Ai no Wakusei", mientras él escribía las letras para dichas canciones, la mayoría de las canciones expresan las preferencias personales de Sakurai, que son oscuras, irregulares, y atmosféricas. Además de lanzar el álbum, Sakurai lanzaron tres singles, dos libros y un DVD de su concierto en solitario. También actuó en "LONGINUS", una cortometraje sobre vampiros, dirigida por Ryuuhei Kitamura. Además de que en ese momento también hizo colaboraciones para otros artistas. En 2015, realizó un nuevo proyecto solista llamado The Mortal.

### Hisashi Imai
En 2004, Imai formó una banda llamada "Lucy", con Kiyoshi (de Spread Beaver, Media Youth) y Okazaki Katsuhige. El concepto fue rock and roll, y la banda estaba muy influenciada por la música de hide (X JAPAN). Se han publicado dos álbumes hasta la fecha, "Rockarollica", y "Rockarollica II", y han dado giras en Japón varias veces. Ambos, Imai y Kiyoshi hicieron coros y guitarras, escribieron la música y letras para el grupo.

### Hidehiko Hoshino
Hoshino no tuvo un proyecto fuera de BUCK-TICK hasta 2007, cuando creó a Dropz, una banda con Hoshino en la guitarra, programación y teclados, Kelli Ali (Sneaker Pimps) en la voz y Cube Juice en la programación y sintetizadores. Hoshino comenzó el grupo porque quería experimentar con música electrónica. Él escribió toda la música en un estilo electro-pop con una ligera influencia de trip-hop. Kelli Ali escribió la letra en Inglés. El grupo lanzó un álbum, "Sweet Oblivion", pero aún no han realizado ninguna presentación en vivo.

### Higuchi Yutaka
El proyecto en solitario de Higuchi fue una banda llamada Wild Wise Apes, e incluyó a Higuchi en el bajo y Okuno Atsushi (Rogue) en la voz. El grupo lanzó un álbum, "3rd World", y realizó dos presentaciones en vivo, cerca de la ciudad natal de BUCK-TICK, en Gunma.

### Toll Yagami
El álbum de Yagami en solitario es "1977/Blue Sky", con una banda llamada Yagami Toll and the Blue Sky. El álbum se compone de una larga trayectoria continua de la electrónica en gran parte instrumental, y fue un álbum conceptual que se ocupa de la muerte del hermano mayor de Yagami en 1977. Su hermano había tocaba la batería, y fue su muerte la que había inspirado a Yagami para convertirse en baterista.

## Colaboraciones destacadas
Buck-Tick es también famosa por sus numerosas colaboraciones con otros artistas, el más notable de los cuales se detallan a continuación.

### Auto-Mod
Genet, vocalista de la banda gótica japonesa: AUTO-MOD, es buen amigo de Yagami y ocasionalmente escribe sobre él en su blog. Yagami apoyo a AUTO-MOD en un concierto en Shinjuku Loft en 2006. Selia, el co-vocalista de Auto-Mod, fue presentado a BUCK-TICK a través de Genet, y cantó los coros en la canción "Mr.Darkness & Mrs.Moonlight", perteneciente al álbum "Tenshi no Revolver", lanzado por BUCK-TICK en el 2007.

### Boøwy
BUCK-TICK tocó un concierto dúo junto a Kyosuke Himuro, exmiembro de BOOWY, el 6 de octubre de 1990, en Maebashi Green Dome en la prefectura de Gunma. Otrs exmiembros de BOOWY, Tomoyasu Hotei, hizo los remixs para las canciones "Muchi no Namida" del sencillo "Sasayaki" de BUCK-TICK. Ambas bandas provienen de la misma ciudad en Gunma, Kyosuke Himuro fue a la escuela secundaria con los miembros de BUCK-TICK.

### Cube Juice
Él escribió la música de "Fantasy" y "Tensei", dos de las canciones en solitario de Atsushi Sakurai. En 2007, formó parte de Dropz, junto con Hidehiko Hoshino y Ali Kelli.

### Guniw Tools
Guniw Tools estaba formado por completo a la voz, y Asaki y Jake en la guitarra. Dirigió completamente el video musical de "Candy" (1996) para BUCK-TICK. Imai escribió la música para la canción "Grazing" en su álbum "Dazzle" (1998). Tras la desintegración de Guniw Tools, Asaki pasó a formar Age of Punk con Katsuhige Okazaki, quien fue el baterista de Lucy y exbaterista de soporte para Guniw Tools. Age of Punk hizo la versión de la canción "Physical Neurose" para el primer álbum tributo de BUCK-TICK, "Parade -Respective Tracks Of BUCK-TICK". También tocaron con ellos en la parada de Okinawa de su "Tour Parade" en 2008, y en el "Festival On Parade" en 2007. Jake (Masatomo Kawase) se lanzó como solista bajo el nombre CloudChair. Él arregló la canción "Neko" para el álbum solista de Sakurai "Ai no wakusei" (2004) bajo este nombre, y también tocó la guitarra en el grupo de sesión de Sakurai durante su gira en solitario.

### Issay
Issay, vocalista de Der Zibet, tuvo a Sakurai como invitado en varios de sus lanzamientos, incluyendo la canción "Masquerade" de Der Zibet del álbum "Shinshunki II –Downer Side–" (1991) y la canción "Koi no Hallelujah" de su álbum en solitario "Flowers" (1994) en la que Hoshino también tocó la guitarra. Además, Issay puso la voz invitada en la canción "Itoshi no Rock Star" en el álbum de BUCK-TICK "Six/Nine", y participó en la gira del álbum. Issay es también un gran amigo de Sakurai y los dos han sido entrevistados juntos muchas veces. 

### Luna Sea
BUCK-TICK hizo una gira junto a Luna Sea y Soft Ballet, llamada “LSB tour” en 1994, también incluyó algunas presentaciones de la banda Schaft.

### Marilyn Manson
BUCK-TICK aperturó conciertos para Marilyn Manson, cuando tocó en Tokyo Bay NK Hall and Osaka-jo Hall en septiembre del 2003.

### Raymond Watts
Raymond Watts, de la banda PIG, ha colaborado con los miembros de BUCK-TICK en numerosas ocasiones. Participó en la creación de álbumes de Schaft: "Switchblade" (1994), y escribió la música para la canción "Yellow Pig" para el álbum solista de Sakurai, "Ai no wakusei" (2004). PIG abrió conciertos a BUCK-TICK en sus 4-fechas de la gira "Energy Void" en 1999. Además, Raymond Watts también fue miembro de Schwein y participó en la gira Schweinfest en 2001. 

### Schaft
Schaft fue un grupo de música electrónica formado por Hisashi Imai, Maki Fujii (Soft Ballet), y Motokatsu (The Mad Capsule Markets). Ellos interpretaron canciones para los álbumes omnibus "Dance 2 Noise 001" (1991), así como su álbum en solitario, "Switchblade", (21 de septiembre de 1994) en el que Raymond Watts participó. También se presentaron con la gira "LSB" de BUCK-TICK.

### Schwein
Schwein fue un grupo de rock industrial formado en 2001, compuesto por Atsushi Sakurai, Raymond Watts, Hisashi Imai, y Sascha Konietzko (KMFDM). Lucía Cifarelli (KMFDM) ayudó a escribir algunas de sus letras. Lanzaron un álbum de estudio, "Scheweinstein," y un álbum de remixes, "Son of Schweinstein", ambos en 2001. 

### The Stalin
En los días de Hinan Go Go, BUCK-TICK tocó covers de The Stalin. Mucho más tarde, en 1995, Imai hizo una aparición especial en el álbum "Shinda Mono Hodo Aishite Yaru Sa" de The Stalin. Michiro Endo, vocalista de The Stalin, hizo la versión de BUCK-TICK con la canción "Sasayaki" para su primer álbum tributo en 2006. También actuó junto a BUCK-TICK en la parada Fukuoka de su gira "Parade Tour" 2007, y se presentó en el "On Parade Festival", donde interpretó una canción llamada "Ilusiones de Varsovia" con Imai como guitarrista invitado.

### Theater Brook
Taiji Satou, vocalista y guitarrista de Theater Brook, compuso la música de “Taiji” para el álbum "Ai no Wakusei" de Sakurai. Sakurai cantó “Taiji” como invitado en una presentación de Theater Brook en Niigata Live Aid en 2005, Theater Brook también participó en la gira "On Parade Festival" en 2007.

## Discografía
- 1987: Hurry Up Mode
- 1987: Sexual XXXXX!
- 1988: Seventh Heaven
- 1989: Taboo
- 1990: Aku no Hana
- 1991: Kurutta Taiyou
- 1993: Darker Than Darkness -Style 93-
- 1995: Six/Nine
- 1996: Cosmos
- 1997: Sexy Stream Liner
- 2000: One Life, One Death
- 2002: Kyokutou I Love You
- 2003: Mona Lisa Overdrive
- 2005: 13kai wa Gekkou
- 2007: Tenshi no Revolver
- 2009: Memento Mori
- 2010: Razzle Dazzle
- 2012: Yume Miru Uchuu
- 2014: Arui wa Anarchy
- 2016: Atom mirai-ha N° 9
- 2018: No.0
- 2020: Abracadabra
- 2023: Izora